# Siavash Shams
Siavash Shams Ghafarakhi (persisch سیاوش شمس قهفرخی‎, auch unter Künstlernamen Siavash Sahne, سیاوش صحنه‎; * 26. Januar 1965 in Ahwaz, Iran) ist ein iranischer Sänger.

## Karriere
Shams wurde nach eigenen Aussagen von seinem Musiklehrer in der Grundschule entdeckt, der ihn auch dazu ermutigte, seinem Talent zu folgen. Seit 1985 hat der Sänger sieben Alben veröffentlicht. Während er anfangs nur Persisch sang, veröffentlicht er seit 1997 auch Songs auf Englisch und Spanisch.

## Privates
Im Alter von 13 Jahren emigrierte er mit seiner Familie in die Vereinigten Staaten. Er ist mit der Amerikanerin Caroline Cooley verheiratet.

## Diskografie
- Hamsayeha (1985)
- Sahneh (1993)
- Pedar (1995)
- Didar (1996)
- Scream (1997)
- The voice (2001)
- Seven (2009)